# Chatukai (Adygeja)
Chatukai (russisch Хатукай) ist ein Dorf (aul) in Südrussland. Es gehört zur Republik Adygeja und hat 5071 Einwohner (Stand 2019). Im Ort gibt es 59 Straßen. Das Dorf wurde 1859 gegründet.

## Geographie
Das Dorf liegt in der Flussaue des Flusses Laba, 9 km nordöstlich von Krasnogwardeiskoje (dem Verwaltungszentrum des Bezirks) auf der Straße. Ust-Labinsk ist der nächstgelegene ländliche Ort.